# ピレウス考古学博物館
ピレウス考古学博物館（ピレウスこうこがくはくぶつかん、ギリシア語: Αρχαιολογικό Μουσείο Πειραιά）は、ギリシャのアッティカ地方、ピレウスにある博物館。主にピレウスやアッティカ湾などの地域で出土した、青銅器時代から古代ローマ時代までの彫刻を所蔵する。

## 所蔵品
所蔵品は、以下の区分で展示されている。
- 先史時代（ミュケーナイ）
- 陶芸
- ブロンズ像
- 典型的な古典的聖域の再建（キュベレーの聖域）
- 古典期の墓石
- 大きな葬儀の碑
- ヘレニズムの彫刻
- ローマ時代の彫刻

## 建造物
博物館の旧館（330平方メートル）は、1935年に建造され、現在では収蔵庫として利用されている。新館は1981年に建造された。どちらの建物も、ゼアス（ギリシア語: Ζέα）古代劇場に隣接している。近い将来、劇場は野外の彫刻展示場として使用される予定となっている。

## アクセス
博物館へはアテネ地下鉄、またはバスで訪れることができる。ピレウス駅からは徒歩15分程度、最寄りのバス停からは徒歩数分程度。また、ピレウス港のクルーズ船乗降口からも徒歩約5分でアクセスできる。

## ギャラリー

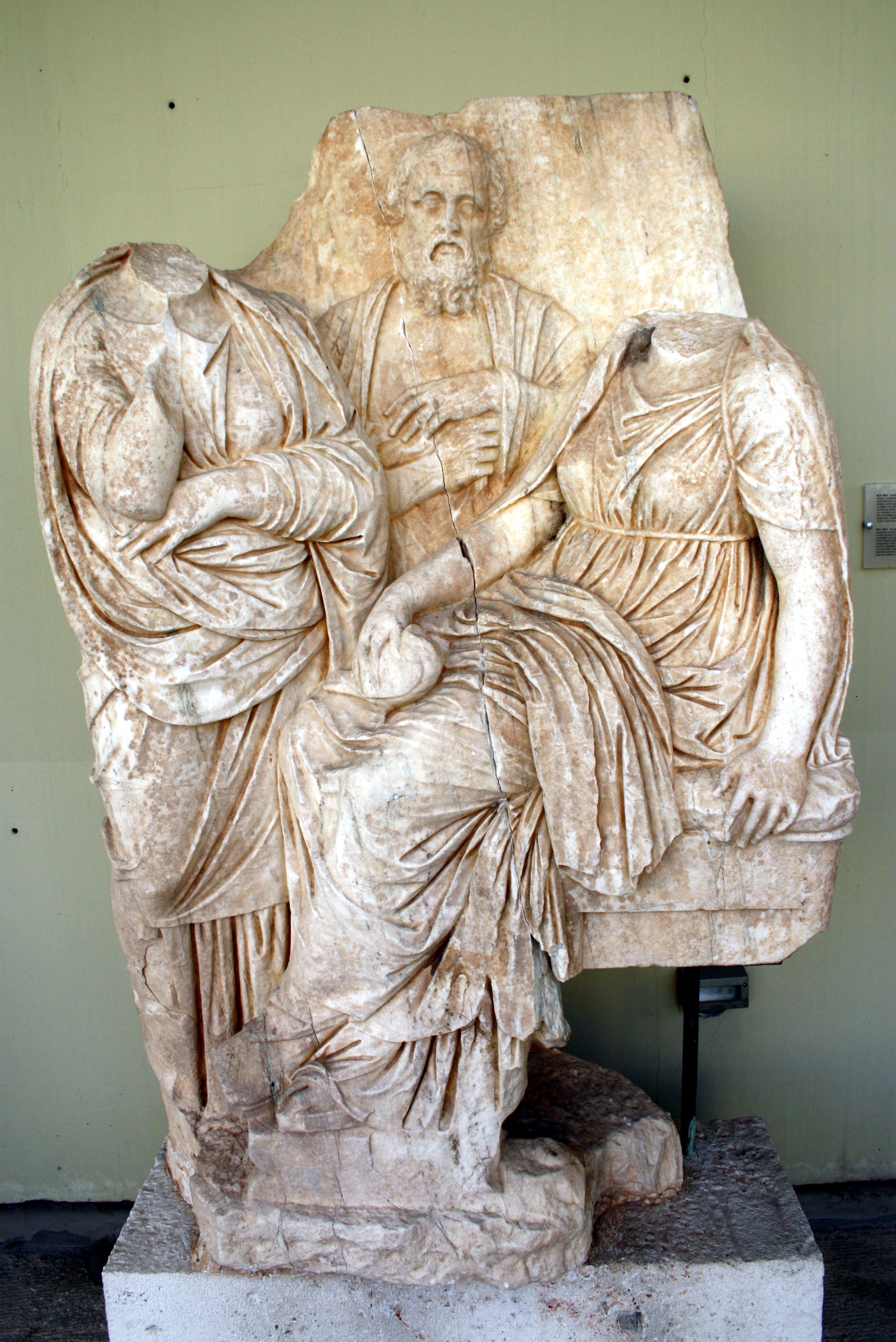
少女の墓石のレリーフ（紀元前330-320頃）。
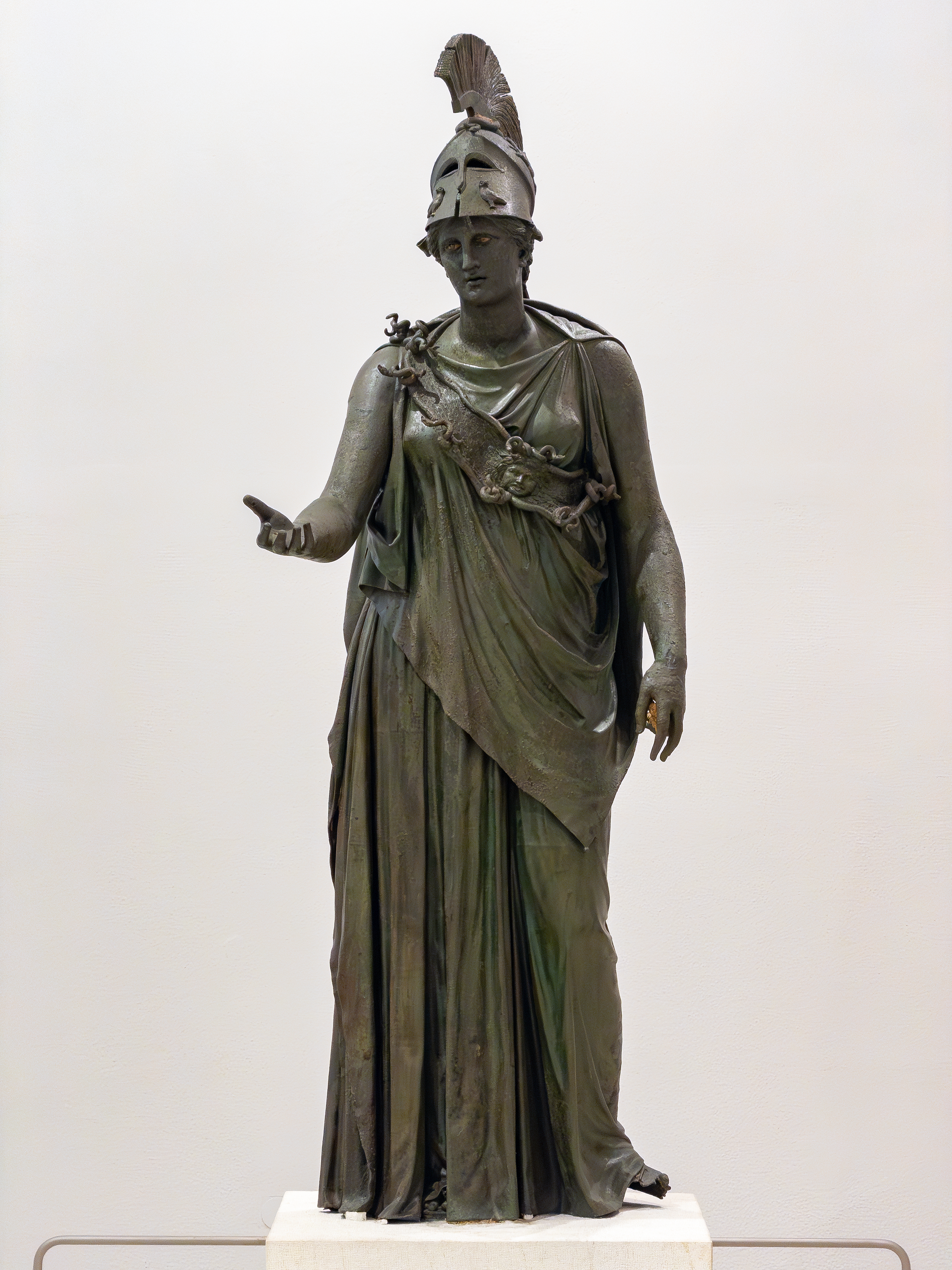
『ピレウスのアテーナー（英語版）』古典時代のブロンズ像。
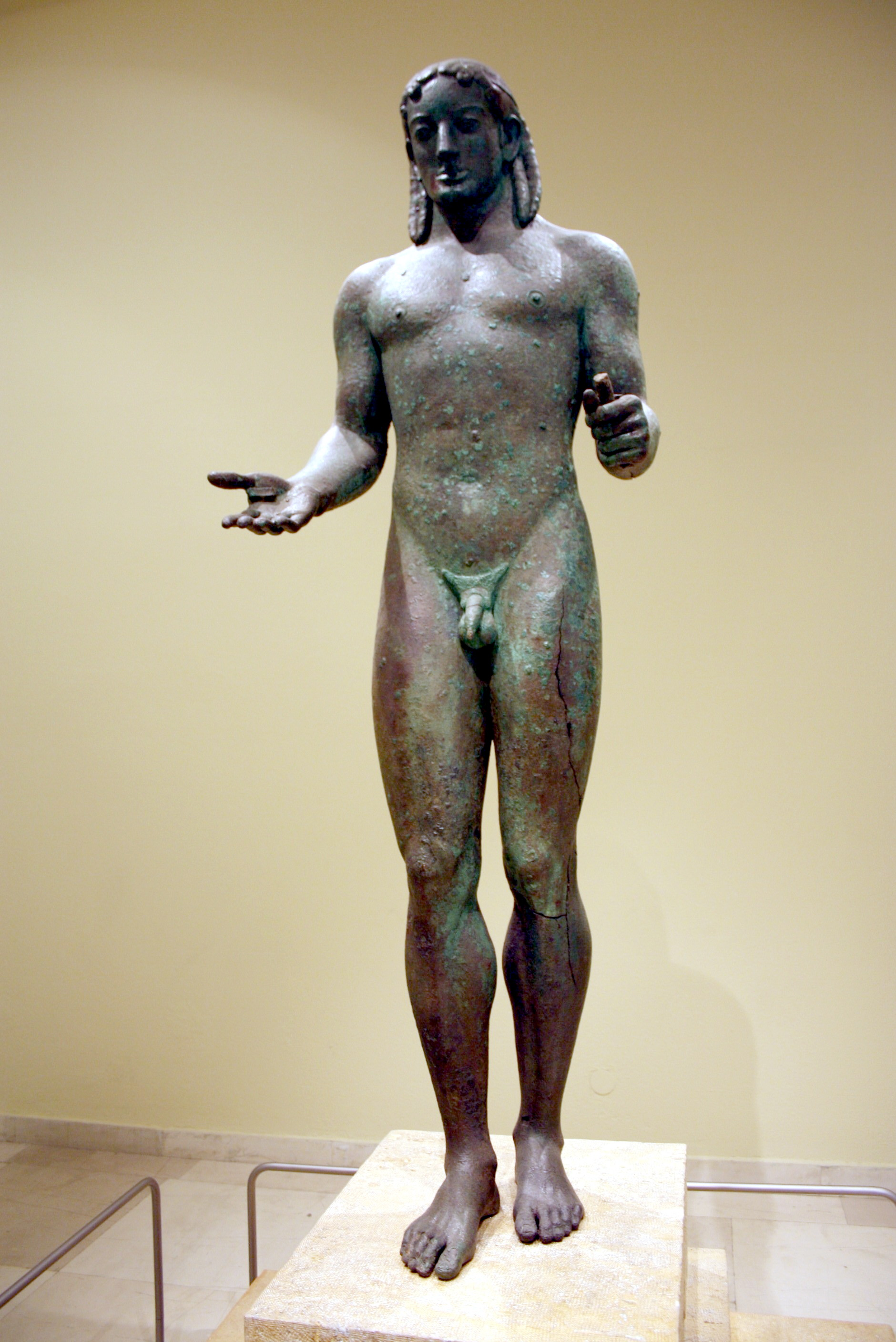
『ピレウスのアポローン（英語版）』アルカイック期のブロンズ像。
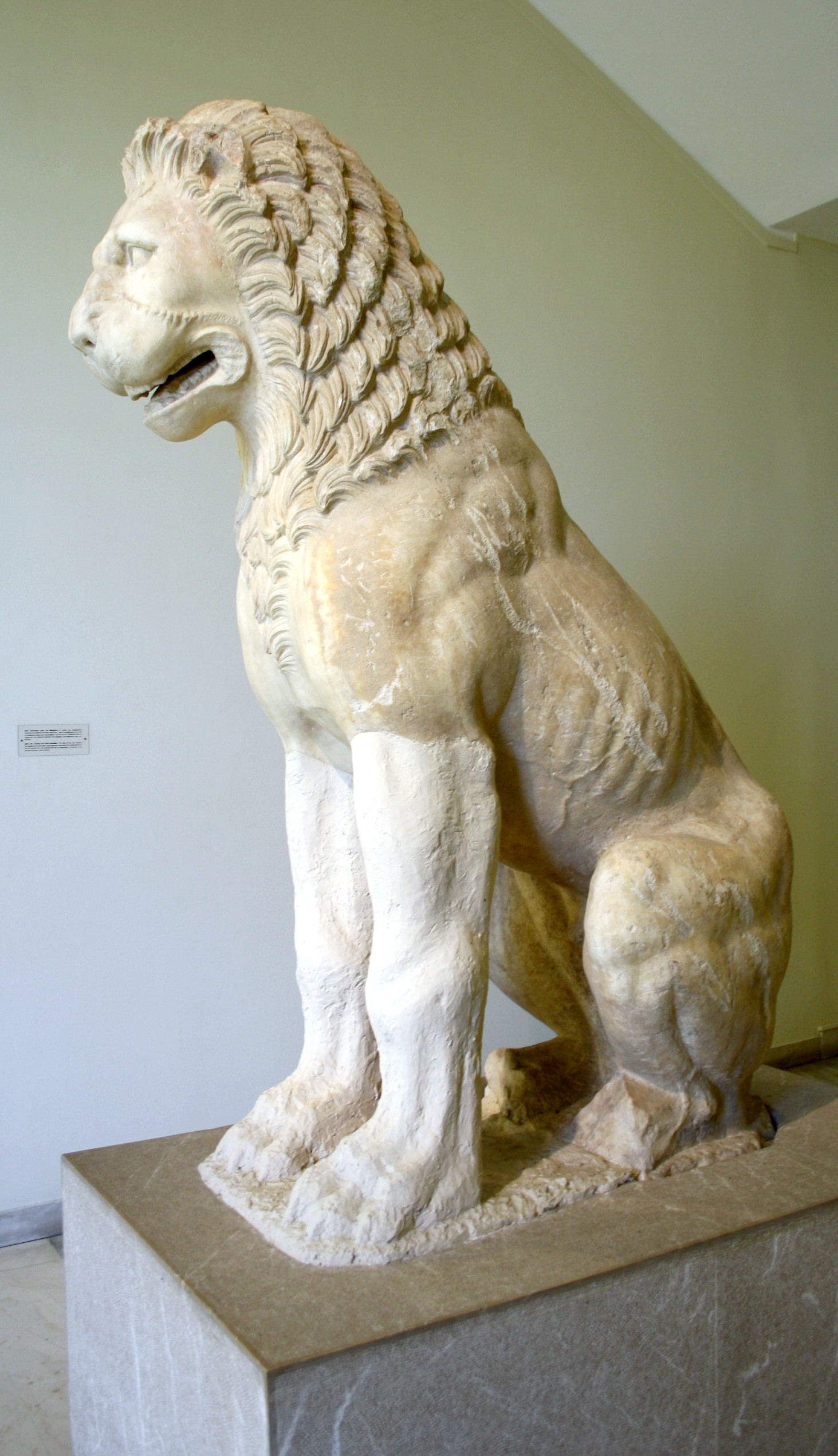
『ピレウスの獅子（英語版）』の摸刻。
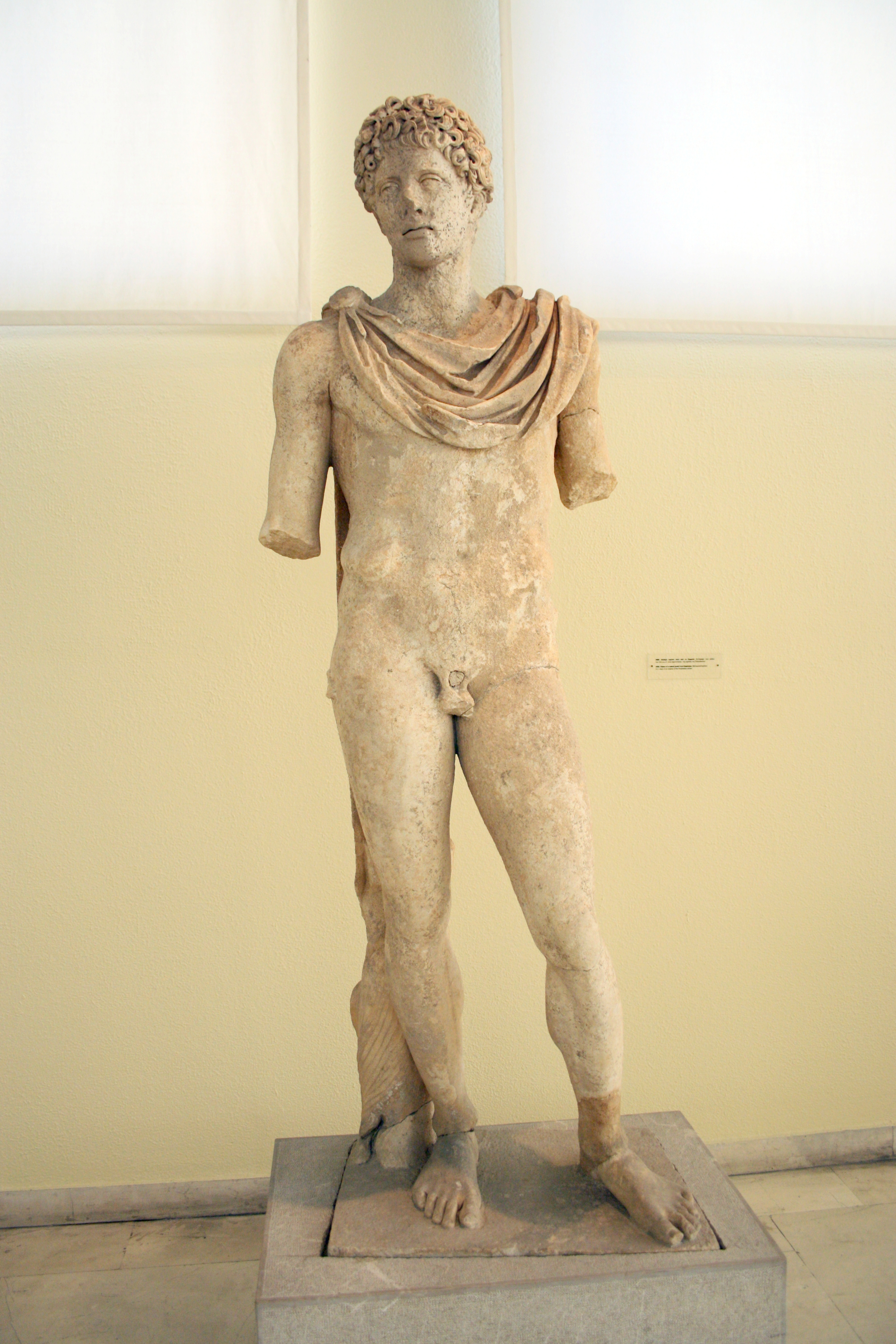
青年の裸体像（紀元後2世紀）、ポリュクレイトスの工房の作品のローマ時代の摸刻。
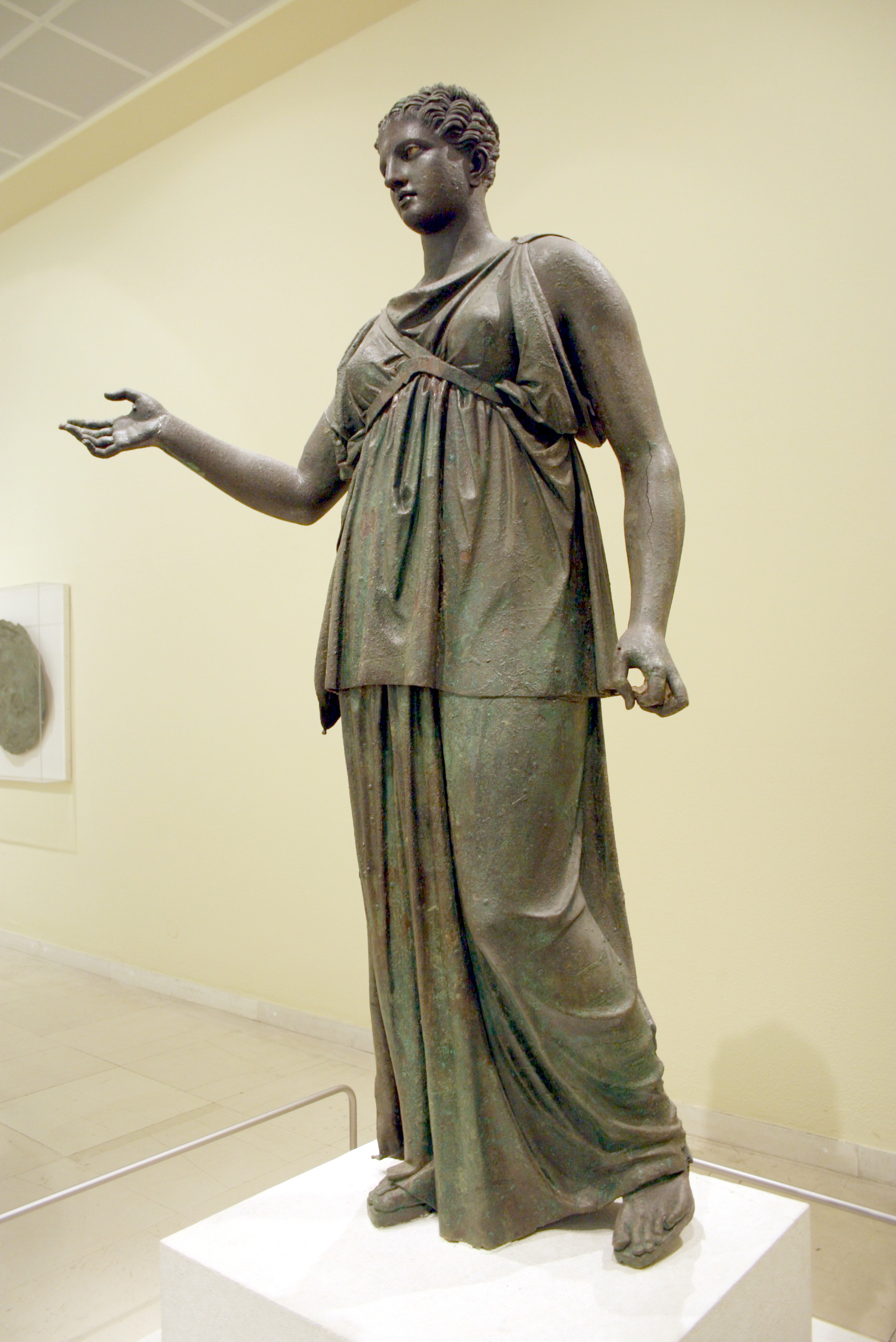
『ピレウスのアルテミス（英語版）』ブロンズ像。紀元前4世紀半ばの彫刻家、エウフラノル（英語版）作とされる。
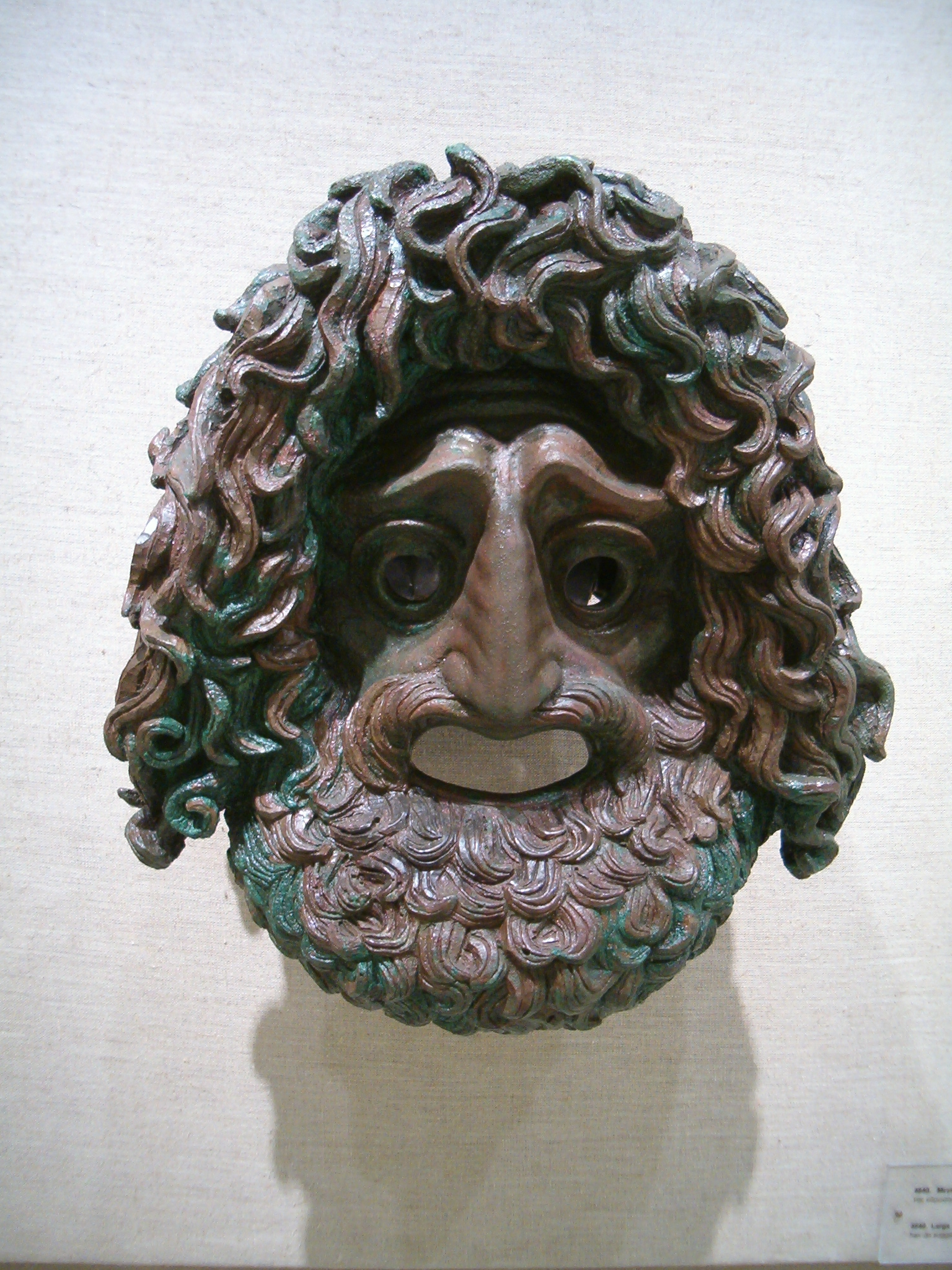
ブロンズ製の悲劇用の仮面。紀元前4世紀半ばの彫刻家シラニオン（英語版）の作とされる。